# ATP Challenger Tour 2014
In der folgenden Tabelle werden die Turniere der professionellen Herrentennis-Saison 2014 der ATP Challenger Tour dargestellt. Sie bestand aus 149 regulären Turnieren und den Challenger Tour Finals mit einem Preisgeld zwischen 40.000 und 220.000 US-Dollar. Das minimale Preisgeld wurde im Vergleich zum Vorjahr um 5.000 Dollar angehoben. Es war die 38. Ausgabe des Challenger-Turnierzyklus und die sechste unter dem Namen ATP Challenger Tour.

## Turnierplan

### Januar
| Datum1 | Ort         | Turnier                                      | Preisgeld2   | Belag3        | Sieger Einzel   | Sieger Doppel                      |
| ------ | ----------- | -------------------------------------------- | ------------ | ------------- | --------------- | ---------------------------------- |
| 30.12. | São Paulo   | Aberto de São Paulo                          | $ 125.000 +H | Hartplatz     | João Souza      | Gero Kretschmer Alexander Satschko |
| 30.12. | Nouméa      | Challenger BNP Paribas de Nouvelle-Calédonie | $ 075.000 +H | Hartplatz     | Alejandro Falla | Austin Krajicek Tennys Sandgren    |
| 20.01. | Heilbronn   | Heilbronn Open                               | € 106.500 +H | Hartplatz (i) | Peter Gojowczyk | Tomasz Bednarek Henri Kontinen     |
| 20.01. | Maui        | Royal Lahaina Challenger                     | $ 050.000    | Hartplatz     | Bradley Klahn   | Denis Kudla Yasutaka Uchiyama      |
| 20.01. | Bucaramanga | Bucaramanga Open                             | $ 040.000 +H | Sand          | Alejandro Falla | Juan Sebastián Cabal Robert Farah  |
| 27.01. | Burnie      | McDonald’s Burnie International              | $ 050.000    | Hartplatz     | Matt Reid       | Matt Reid John-Patrick Smith       |
| 27.01. | Chitré      | Visit Panama Cup Chitré                      | $ 040.000 +H | Hartplatz     | Wayne Odesnik   | Kevin King Juan-Carlos Spir        |

### Februar
| Datum1 | Ort                 | Turnier                                         | Preisgeld2   | Belag3        | Sieger Einzel         | Sieger Doppel                         |
| ------ | ------------------- | ----------------------------------------------- | ------------ | ------------- | --------------------- | ------------------------------------- |
| 03.02. | Dallas              | Challenger of Dallas                            | $ 100.000    | Hartplatz (i) | Steve Johnson         | Samuel Groth Chris Guccione           |
| 03.02. | Chennai             | Shriram Capital P. L. Reddy Memorial Challenger | $ 050.000    | Hartplatz     | Yuki Bhambri          | Yuki Bhambri Michael Venus            |
| 03.02. | Adelaide            | Charles Sturt Adelaide International            | $ 050.000    | Hartplatz     | Bradley Klahn         | Marcus Daniell Jarmere Jenkins        |
| 10.02. | Bergamo             | Internazionali di Tennis Trofeo Faip–Perrel     | € 042.500 +H | Hartplatz (i) | Simone Bolelli        | Karol Beck Michal Mertiňák            |
| 10.02. | Quimper             | Open BNP Paribas Banque de Bretagne Quimper     | € 042.500 +H | Hartplatz (i) | Pierre-Hugues Herbert | Pierre-Hugues Herbert Albano Olivetti |
| 10.02. | Kalkutta            | State Bank of India ATP Challenger Tour         | $ 050.000    | Hartplatz     | Ilija Bozoljac        | Saketh Myneni Sanam Singh             |
| 17.02. | Neu-Delhi           | ONGC–GAIL Delhi Open                            | $ 100.000    | Hartplatz     | Somdev Devvarman      | Saketh Myneni Sanam Singh             |
| 17.02. | Morelos             | Morelos Open                                    | $ 075.000 +H | Hartplatz     | Gerald Melzer         | Andrej Martin Gerald Melzer           |
| 17.02. | Astana              | Astana Challenger                               | $ 075.000    | Hartplatz (i) | Andrei Golubew        | Sjarhej Betau Aljaksandr Bury         |
| 24.02. | Cherbourg-Octeville | Challenger La Manche                            | € 064.000 +H | Hartplatz (i) | Kenny de Schepper     | Henri Kontinen Konstantin Krawtschuk  |
| 24.02. | Guangzhou           | Changleshao ATP Challenger Guangzhou            | $ 050.000 +H | Hartplatz     | Blaž Rola             | Sanchai Ratiwatana Sonchat Ratiwatana |
| 24.02. | Salinas             | Challenger ATP de Salinas Trofeo Diario Expreso | $ 040.000 +H | Sand          | Víctor Estrella       | Roberto Maytín Fernando Romboli       |

### März
| Datum1 | Ort          | Turnier                                 | Preisgeld2   | Belag3        | Sieger Einzel  | Sieger Doppel                           |
| ------ | ------------ | --------------------------------------- | ------------ | ------------- | -------------- | --------------------------------------- |
| 03.03. | Kyōto        | Shimadzu All Japan Tennis Championships | $ 040.000 +H | Teppich (i)   | Martin Fischer | Purav Raja Divij Sharan                 |
| 10.03. | Irving       | Irving Tennis Classic                   | $ 125.000 +H | Hartplatz     | Lukáš Rosol    | Santiago González Scott Lipsky          |
| 10.03. | Kasan        | Kazan Kremlin Cup                       | $ 075.000 +H | Hartplatz (i) | Marsel İlhan   | Flavio Cipolla Goran Tošić              |
| 17.03. | Panama-Stadt | Visit Panama Cup Panama-Stadt           | $ 040.000 +H | Sand          | Pere Riba      | František Čermák Michail Jelgin         |
| 17.03. | Rimouski     | Challenger Banque Nationale             | $ 040.000 +H | Hartplatz (i) | Samuel Groth   | Edward Corrie Daniel Smethurst          |
| 24.03. | Guadalajara  | Zurich Jalisco Open                     | $ 100.000 +H | Hartplatz     | Gilles Müller  | César Ramírez Miguel Ángel Reyes Varela |
| 24.03. | Barranquilla | Claro Open Barranquilla                 | $ 040.000 +H | Sand          | Pablo Cuevas   | Pablo Cuevas Pere Riba                  |
| 31.03. | Le Gosier    | Open de Guadeloupe                      | $ 100.000 +H | Hartplatz     | Steve Johnson  | Tomasz Bednarek Adil Shamasdin          |
| 31.03. | Saint-Brieuc | Open Harmonie Mutuelle                  | € 042.500 +H | Hartplatz (i) | Andreas Beck   | Dominik Meffert Tim Pütz                |
| 31.03. | León         | Challenger Ficrea                       | $ 040.000 +H | Hartplatz     | Rajeev Ram     | Samuel Groth Chris Guccione             |

### April
| Datum1 | Ort               | Turnier                                     | Preisgeld2   | Belag3      | Sieger Einzel          | Sieger Doppel                        |
| ------ | ----------------- | ------------------------------------------- | ------------ | ----------- | ---------------------- | ------------------------------------ |
| 07.04. | Mersin            | Mersin Cup                                  | € 064.000    | Sand        | Damir Džumhur          | Radu Albot Jaroslav Pospíšil         |
| 07.04. | Itajaí            | Taroii Open de Tênis                        | $ 040.000 +H | Sand        | Facundo Argüello       | Máximo González Eduardo Schwank      |
| 14.04. | Sarasota          | Sarasota Open                               | $ 100.000    | Sand        | Nick Kyrgios           | Marin Draganja Henri Kontinen        |
| 14.04. | San Luis Potosí   | San Luis Potosí Challenger                  | $ 040.000 +H | Sand        | Paolo Lorenzi          | Kevin King Juan-Carlos Spir          |
| 14.04. | Santiago de Chile | Challenger ATP Cachantún Cup                | $ 040.000 +H | Sand        | Thiemo de Bakker       | Cristian Garín Nicolás Jarry         |
| 14.04. | São Paulo         | São Paulo Challenger de Tênis               | $ 040.000 +H | Sand        | Rogério Dutra da Silva | Guido Pella Diego Schwartzman        |
| 21.04. | Vercelli          | Città di Vercelli – Trofeo Multimed         | € 042.500    | Sand        | Simone Bolelli         | Matteo Donati Stefano Napolitano     |
| 21.04. | Shenzhen          | Gemdale ATP Challenger                      | $ 050.000 +H | Hartplatz   | Gilles Müller          | Samuel Groth Chris Guccione          |
| 21.04. | Savannah          | Savannah Challenger                         | $ 050.000    | Sand        | Nick Kyrgios           | Ilija Bozoljac Michael Venus         |
| 21.04. | Santos            | Campeonato Internacional de Tênis de Santos | $ 040.000 +H | Sand        | Máximo González        | Máximo González Andrés Molteni       |
| 28.04. | Tunis             | Tunis Open                                  | $ 125.000 +H | Sand        | Simone Bolelli         | Pierre-Hugues Herbert Adil Shamasdin |
| 28.04. | Ostrava           | Prosperita Open                             | € 085.000 +H | Sand        | Andrei Kusnezow        | Andrei Kusnezow Adrián Menéndez      |
| 28.04. | Taipeh            | Santaizi ATP Challenger                     | $ 075.000    | Teppich (i) | Gilles Müller          | Samuel Groth Chris Guccione          |
| 28.04. | Anning            | ATP Challenger China International Anning   | $ 050.000 +H | Sand        | Alex Bolt              | Alex Bolt Andrew Whittington         |
| 28.04. | Tallahassee       | Tallahassee Tennis Challenger               | $ 050.000    | Sand        | Robby Ginepri          | Ryan Agar Sebastian Bader            |
| 28.04. | Cali              | Seguros Bolívar Open Cali                   | $ 040.000 +H | Sand        | Gonzalo Lama           | Facundo Bagnis Eduardo Schwank       |

### Mai
| Datum1 | Ort             | Turnier                                   | Preisgeld2   | Belag3    | Sieger Einzel          | Sieger Doppel                         |
| ------ | --------------- | ----------------------------------------- | ------------ | --------- | ---------------------- | ------------------------------------- |
| 05.05. | Aix-en-Provence | Open du Pays d’Aix                        | € 064.000    | Sand      | Diego Schwartzman      | Diego Schwartzman Horacio Zeballos    |
| 05.05. | Rom             | Roma Open                                 | € 042.500 +H | Sand      | Julian Reister         | Radu Albot Artem Sitak                |
| 05.05. | Gimcheon        | Adidas International Gimcheon             | $ 050.000    | Hartplatz | Gilles Müller          | Samuel Groth Chris Guccione           |
| 12.05. | Bordeaux        | BNP Paribas Primrose Bordeaux             | € 085.000 +H | Sand      | Julien Benneteau       | Marc Gicquel Serhij Stachowskyj       |
| 12.05. | Busan           | Busan Open Challenger Tour                | $ 075.000 +H | Hartplatz | Gō Soeda               | Sanchai Ratiwatana Sonchat Ratiwatana |
| 12.05. | Samarqand       | Samarkand Challenger                      | $ 050.000    | Sand      | Farrux Doʻstov         | Sjarhej Betau Aljaksandr Bury         |
| 12.05. | Heilbronn       | Neckarcup                                 | € 035.000 +H | Sand      | Jan-Lennard Struff     | Andre Begemann Tim Pütz               |
| 19.05. | Qarshi          | Karshi Challenger                         | $ 050.000    | Hartplatz | Nikolos Bassilaschwili | Sjarhej Betau Aljaksandr Bury         |
| 26.05. | Vicenza         | Internazionali di Tennis Città di Vicenza | € 042.500    | Sand      | Filip Krajinović       | Andrej Martin Igor Zelenay            |

### Juni
| Datum1 | Ort           | Turnier                                     | Preisgeld2   | Belag3    | Sieger Einzel        | Sieger Doppel                          |
| ------ | ------------- | ------------------------------------------- | ------------ | --------- | -------------------- | -------------------------------------- |
| 02.06. | Prostějov     | Unicredit Czech Open                        | € 106.500 +H | Sand      | Jiří Veselý          | Andre Begemann Lukáš Rosol             |
| 02.06. | Nottingham    | AEGON Trophy                                | € 064.000    | Rasen     | Marcos Baghdatis     | Chris Guccione Rajeev Ram              |
| 02.06. | Mestre        | Venice Challenge Save Cup                   | € 042.500 +H | Sand      | Pablo Cuevas         | Pablo Cuevas Horacio Zeballos          |
| 02.06. | Arad          | BRD Arad Challenger                         | € 035.000 +H | Sand      | Damir Džumhur        | Franko Škugor Antonio Veić             |
| 02.06. | Fürth         | Franken Challenge                           | € 035.000 +H | Sand      | Tobias Kamke         | Gerard Granollers Jordi Samper Montaña |
| 09.06. | Caltanissetta | Città di Caltanissetta                      | € 106.500 +H | Sand      | Pablo Carreño Busta  | Daniele Bracciali Potito Starace       |
| 09.06. | Nottingham    | AEGON Nottingham Challenge                  | € 064.000    | Rasen     | Nick Kyrgios         | Rameez Junaid Michael Venus            |
| 09.06. | Fargʻona      | Fergana Challenger                          | $ 050.000    | Hartplatz | Blaž Kavčič          | Sjarhej Betau Aljaksandr Bury          |
| 09.06. | Prag          | Prague Open                                 | € 042.500    | Sand      | Lukáš Rosol          | Roman Jebavý Jiří Veselý               |
| 09.06. | Blois         | Internationaux de Tennis de Blois           | € 035.000 +H | Sand      | Máximo González      | Tristan Lamasine Laurent Lokoli        |
| 09.06. | Košice        | Košice Open                                 | € 035.000 +H | Sand      | Frank Dancevic       | Facundo Argüello Ariel Behar           |
| 16.06. | Tianjin       | Tianjin Health Industry Park                | $ 050.000 +H | Hartplatz | Blaž Kavčič          | Robin Kern Josselin Ouanna             |
| 16.06. | Mohammedia    | Morocco Tennis Tour Mohammedia              | € 042.500    | Sand      | Pablo Carreño Busta  | Fabiano de Paula Mohamed Safwat        |
| 16.06. | Mailand       | Aspria Tennis Cup Trofeo CDI                | € 035.000 +H | Sand      | Albert Ramos Viñolas | Guillermo Durán Máximo González        |
| 23.06. | Nanchang      | Honggutan Challenger International Nanchang | $ 050.000 +H | Hartplatz | Gō Soeda             | Chen Ti Peng Hsien-yin                 |
| 23.06. | Padua         | Città di Padova                             | € 042.500    | Sand      | Máximo González      | Roberto Maytín Andrés Molteni          |
| 23.06. | Marburg       | Marburg Open                                | € 035.000 +H | Sand      | Horacio Zeballos     | Jaroslav Pospíšil Franko Škugor        |
| 30.06. | Braunschweig  | Sparkassen Open                             | € 106.500 +H | Sand      | Alexander Zverev     | Andreas Siljeström Igor Zelenay        |
| 30.06. | Winnetka      | Nielsen Pro Tennis Championships            | $ 050.000    | Hartplatz | Denis Kudla          | Thanasi Kokkinakis Denis Kudla         |
| 30.06. | Manta         | Manta Open – Trofeo Ricardo Delgado Aray    | $ 040.000 +H | Hartplatz | Adrian Mannarino     | Chase Buchanan Peter Polansky          |
| 30.06. | Todi          | Distal & ITR Group Tennis Cup               | € 035.000 +H | Sand      | Aljaž Bedene         | Guillermo Durán Máximo González        |

### Juli
| Datum1 | Ort               | Turnier                                     | Preisgeld2   | Belag3    | Sieger Einzel      | Sieger Doppel                           |
| ------ | ----------------- | ------------------------------------------- | ------------ | --------- | ------------------ | --------------------------------------- |
| 07.07. | Scheveningen      | Sport 1 Open                                | € 042.500 +H | Sand      | David Goffin       | Matwé Middelkoop Boy Westerhof          |
| 07.07. | Portorož          | Tilia Slovenia Open                         | € 042.500    | Hartplatz | Blaž Kavčič        | Sjarhej Betau Aljaksandr Bury           |
| 07.07. | San Benedetto     | San Benedetto Tennis Cup                    | € 035.000 +H | Sand      | Damir Džumhur      | Daniele Giorgini Potito Starace         |
| 14.07. | Kaohsiung         | OEC Kaohsiung ATP Challenger                | $ 125.000 +H | Hartplatz | Lu Yen-hsun        | Gong Maoxin Peng Hsien-yin              |
| 14.07. | Granby            | Challenger Banque Nationale Granby          | $ 050.000 +H | Hartplatz | Hiroki Moriya      | Marcus Daniell Artem Sitak              |
| 14.07. | Binghamton        | Levene Gouldin & Thompson Tennis Challenger | $ 050.000    | Hartplatz | Serhij Stachowskyj | Daniel Cox Daniel Smethurst             |
| 14.07. | Posen             | Poznań Open                                 | € 035.000 +H | Sand      | David Goffin       | Radu Albot Adam Pavlásek                |
| 14.07. | Recanati          | Guzzini Challenger                          | € 035.000 +H | Hartplatz | Gilles Müller      | Ilija Bozoljac Goran Tošić              |
| 21.07. | Astana            | President’s Cup                             | $ 125.000    | Hartplatz | Ričardas Berankis  | Serhij Bubka Marco Chiudinelli          |
| 21.07. | Lexington         | Kentucky Bank Tennis Championships          | $ 050.000    | Hartplatz | James Duckworth    | Peter Polansky Adil Shamasdin           |
| 21.07. | Tampere           | Aamulehti Tampere Open                      | € 042.500    | Sand      | David Goffin       | Ruben Gonzales Sean Thornley            |
| 21.07. | Oberstaufen       | Oberstaufen Cup                             | € 035.000 +H | Sand      | Simone Bolelli     | Wesley Koolhof Alessandro Motti         |
| 28.07. | Vancouver         | Odlum Brown Vanopen                         | $ 100.000    | Hartplatz | Marcos Baghdatis   | Austin Krajicek John-Patrick Smith      |
| 28.07. | Cortina d’Ampezzo | Internazionali di Tennis di Cortina         | € 042.500 +H | Sand      | Filip Krajinović   | Íñigo Cervantes Huegun Juan Lizariturry |
| 28.07. | Segovia           | Open Castilla y León – Villa de El Espinar  | € 042.500 +H | Hartplatz | Adrian Mannarino   | Wiktor Baluda Alexander Kudrjawzew      |
| 28.07. | Liberec           | Svijany Open                                | € 035.000 +H | Sand      | Andrej Martin      | Roman Jebavý Jaroslav Pospíšil          |

### August
| Datum1 | Ort        | Turnier                               | Preisgeld2   | Belag3    | Sieger Einzel     | Sieger Doppel                      |
| ------ | ---------- | ------------------------------------- | ------------ | --------- | ----------------- | ---------------------------------- |
| 04.08. | Aptos      | Comerica Bank Challenger              | $ 100.000    | Hartplatz | Marcos Baghdatis  | Ruben Bemelmans Laurynas Grigelis  |
| 04.08. | San Marino | San Marino Open                       | € 064.000 +H | Sand      | Adrian Ungur      | Radu Albot Enrique López Pérez     |
| 04.08. | Prag       | Advantage Cars Prague Open            | € 042.500    | Sand      | Diego Schwartzman | Toni Androić Andrei Kusnezow       |
| 11.08. | Cordenons  | Friuladria Crédit Agricole Tennis Cup | € 042.500 +H | Sand      | Albert Montañés   | Potito Starace Adrian Ungur        |
| 11.08. | Meerbusch  | Maserati Challenger                   | € 035.000 +H | Sand      | Jozef Kovalík     | Matthias Bachinger Dominik Meffert |
| 25.08. | Bangkok    | Chang-Sat Bangkok Open                | $ 050.000    | Hartplatz | Chung Hyeon       | Pruchya Isaro Nuttanon Kadchapanan |
| 25.08. | Como       | Città di Como                         | € 035.000 +H | Sand      | Viktor Troicki    | }                                  |

### September
| Datum1 | Ort                    | Turnier                                           | Preisgeld2   | Belag3        | Sieger Einzel         | Sieger Doppel                               |
| ------ | ---------------------- | ------------------------------------------------- | ------------ | ------------- | --------------------- | ------------------------------------------- |
| 01.09. | Genua                  | AON Open Challenger                               | € 085.000 +H | Sand          | Albert Ramos Viñolas  | Daniele Bracciali Potito Starace            |
| 01.09. | Medellín               | Claro Open Medellín                               | € 050.000 +H | Sand          | Austin Krajicek       | Austin Krajicek César Ramírez               |
| 01.09. | Alphen aan den Rijn    | Tean International                                | € 042.500    | Sand          | Jesse Huta Galung     | Antal van der Duim Boy Westerhof            |
| 01.09. | Shanghai               | Road to the Shanghai Rolex Masters ATP Challenger | $ 050.000    | Hartplatz     | Yoshihito Nishioka    | Yuki Bhambri Divij Sharan                   |
| 01.09. | Saint-Rémy-de-Provence | Trophée des Alpilles                              | € 042.500    | Hartplatz     | Nicolas Mahut         | Pierre-Hugues Herbert Konstantin Krawtschuk |
| 01.09. | Brașov                 | BRD Brașov Challenger                             | € 035.000 +H | Sand          | Andreas Haider-Maurer | Daniele Giorgini Adrian Ungur               |
| 08.09. | Stettin                | Pekao Szczecin Open                               | € 106.500 +H | Sand          | Dustin Brown          | Dustin Brown Jan-Lennard Struff             |
| 08.09. | Banja Luka             | Banja Luka Challenger                             | € 064.000 +H | Sand          | Viktor Troicki        | Dino Marcan Antonio Šančić                  |
| 08.09. | Istanbul               | Amex-Istanbul Challenger                          | $ 075.000    | Hartplatz     | Adrian Mannarino      | Colin Fleming Jonathan Marray               |
| 08.09. | Sevilla                | Copa Sevilla                                      | € 042.500 +H | Sand          | Pablo Carreño Busta   | Antal van der Duim Boy Westerhof            |
| 08.09. | Biella                 | Challenger Pulcra Lachiter Biella                 | € 042.500    | Sand          | Matteo Viola          | Marco Cecchinato Matteo Viola               |
| 15.09. | Izmir                  | İzmir Cup                                         | € 106.500    | Hartplatz     | Borna Ćorić           | Ken Skupski Neal Skupski                    |
| 15.09. | Trnava                 | Arimex Challenger Trophy                          | € 042.500 +H | Sand          | Andreas Haider-Maurer | Roman Jebavý Jaroslav Pospíšil              |
| 15.09. | Meknès                 | Morocco Tennis Tour Meknès                        | € 042.500 +H | Sand          | Kimmer Coppejans      | Hans Podlipnik-Castillo Stefano Travaglia   |
| 15.09. | Campinas               | Campeonato Internacional de Tênis de Campinas     | $ 040.000 +H | Sand          | Diego Schwartzman     | Facundo Bagnis Diego Schwartzman            |
| 15.09. | Quito                  | Challenger ATP Trofeo Ciudad de Quito             | $ 040.000 +H | Sand          | Horacio Zeballos      | Marcelo Demoliner João Souza                |
| 22.09. | Orléans                | Open d’Orléans                                    | € 106.500 +H | Hartplatz (i) | Serhij Stachowskyj    | Thomaz Bellucci André Sá                    |
| 22.09. | Napa                   | Napa Valley Challenger                            | $ 050.000    | Hartplatz     | Sam Querrey           | Peter Polansky Adil Shamasdin               |
| 22.09. | Sibiu                  | Sibiu Open                                        | € 042.500 +H | Sand          | Jason Kubler          | Potito Starace Adrian Ungur                 |
| 22.09. | Kenitra                | Morocco Tennis Tour Kenitra                       | € 042.500    | Sand          | Daniel Gimeno Traver  | Dino Marcan Antonio Šančić                  |
| 22.09. | Pereira                | Seguros Bolívar Open Pereira                      | $ 040.000 +H | Sand          | Víctor Estrella       | Nicolás Barrientos Eduardo Struvay          |
| 22.09. | Porto Alegre           | Aberto de Tênis do Rio Grande do Sul              | $ 040.000 +H | Sand          | Carlos Berlocq        | Guido Andreozzi Guillermo Durán             |
| 29.09. | Mons                   | Ethias Trophy                                     | € 106.500 +H | Hartplatz (i) | David Goffin          | Marc Gicquel Nicolas Mahut                  |
| 29.09. | Sacramento             | Sacramento Pro Circuit Challenger                 | $ 100.000    | Hartplatz     | Sam Querrey           | Adam Hubble John-Patrick Smith              |
| 29.09. | Cali                   | Claro Open Cali                                   | $ 040.000 +H | Sand          | Paolo Lorenzi         | Guido Andreozzi Guillermo Durán             |

### Oktober
| Datum1 | Ort             | Turnier                                 | Preisgeld2   | Belag3        | Sieger Einzel      | Sieger Doppel                        |
| ------ | --------------- | --------------------------------------- | ------------ | ------------- | ------------------ | ------------------------------------ |
| 06.10. | Taschkent       | Tashkent Challenger                     | $ 125.000 +H | Hartplatz     | Lukáš Lacko        | Lukáš Lacko Ante Pavić               |
| 06.10. | Tiburon         | First Republic Bank Tiburon Challenger  | $ 100.000    | Hartplatz     | Sam Querrey        | Bradley Klahn Adil Shamasdin         |
| 06.10. | Rennes          | Open de Rennes                          | € 085.000 +H | Hartplatz (i) | Steve Darcis       | Tobias Kamke Philipp Marx            |
| 13.10. | Indore          | Indore Open ATP Challenger              | $ 050.000    | Hartplatz     | Saketh Myneni      | Adrián Menéndez Alexander Nedowessow |
| 13.10. | San Juan        | Copa San Juan Gobierno                  | $ 040.000 +H | Sand          | Diego Schwartzman  | Martín Alund Facundo Bagnis          |
| 20.10. | Pune            | KPIT MSLTA Challenger                   | $ 050.000 +H | Hartplatz     | Yūichi Sugita      | Saketh Myneni Sanam Singh            |
| 20.10. | Córdoba         | Copa Gobierno de Córdoba                | $ 040.000 +H | Sand          | Alejandro González | Marcelo Demoliner Nicolás Jarry      |
| 27.10. | Genf            | Geneva Open                             | € 064.000 +H | Hartplatz (i) | Marcos Baghdatis   | Johan Brunström Nicholas Monroe      |
| 27.10. | Charlottesville | Charlottesville Men’s Pro Challenger    | $ 050.000    | Hartplatz (i) | James Duckworth    | Treat Huey Frederik Nielsen          |
| 27.10. | Traralgon       | Latrobe City Traralgon ATP Challenger 1 | $ 050.000    | Hartplatz     | Bradley Klahn      | Brydan Klein Dane Propoggia          |
| 27.10. | Eckental        | Bauer Watertechnology Cup               | € 035.000 +H | Teppich (i)   | Ruben Bemelmans    | Ruben Bemelmans Niels Desein         |
| 27.10. | La Réunion      | Open de La Réunion                      | € 035.000 +H | Hartplatz     | Robin Haase        | Robin Haase Mate Pavić               |

### November
| Datum1 | Ort                  | Turnier                                            | Preisgeld2   | Belag3        | Sieger Einzel         | Sieger Doppel                       |
| ------ | -------------------- | -------------------------------------------------- | ------------ | ------------- | --------------------- | ----------------------------------- |
| 03.11. | Bratislava           | Slovak Open                                        | € 085.000 +H | Hartplatz (i) | Peter Gojowczyk       | Ken Skupski Neal Skupski            |
| 03.11. | Mouilleron-le-Captif | Internationaux de Tennis de Vendée                 | € 064.000 +H | Hartplatz (i) | Pierre-Hugues Herbert | Pierre-Hugues Herbert Nicolas Mahut |
| 03.11. | St. Ulrich in Gröden | Sparkassen ATP Challenger                          | € 064.000    | Hartplatz (i) | Andreas Seppi         | Sjarhej Betau Aljaksandr Bury       |
| 03.11. | Knoxville            | Knoxville Challenger                               | $ 050.000    | Hartplatz (i) | Adrian Mannarino      | Miķelis Lībietis Hunter Reese       |
| 03.11. | Traralgon            | Latrobe City Traralgon ATP Challenger 2            | $ 050.000    | Hartplatz     | John Millman          | Brydan Klein Dane Propoggia         |
| 10.11. | Guayaquil            | Challenger Ciudad de Guayaquil                     | $ 050.000 +H | Sand          | Pablo Cuevas          | Máximo González Guido Pella         |
| 10.11. | Champaign            | JSM Challenger of Champaign-Urbana                 | $ 050.000    | Hartplatz (i) | Adrian Mannarino      | Ross William Guignon Tim Kopinski   |
| 10.11. | Brescia              | Trofeo Città di Brescia                            | € 042.500 +H | Hartplatz (i) | Illja Martschenko     | Illja Martschenko Denys Moltschanow |
| 10.11. | Helsinki             | IPP Open                                           | € 042.500    | Hartplatz (i) | Jürgen Zopp           | Henri Kontinen Jarkko Nieminen      |
| 10.11. | Yokohama             | Keio Challenger                                    | $ 050.000    | Hartplatz     | John Millman          | Bradley Klahn Matt Reid             |
| 17.11. | Lima                 | Lima Challenger Copa Claro                         | $ 050.000 +H | Sand          | Guido Pella           | Sergio Galdós Guido Pella           |
| 17.11. | Montevideo           | Uruguay Open                                       | $ 050.000    | Sand          | Pablo Cuevas          | Martín Cuevas Pablo Cuevas          |
| 17.11. | Toyota               | Dunlop Srixon World Challenge                      | $ 040.000 +H | Teppich (i)   | Gō Soeda              | Toshihide Matsui Yasutaka Uchiyama  |
| 17.11. | Andria               | Internazionali di Tennis Andria e Castel del Monte | € 035.000 +H | Hartplatz (i) | Ričardas Berankis     | Patrick Grigoriu Costin Pavăl       |
| 17.11. | São Paulo            | ATP Challenger Tour Finals                         | $ 220.000    | Sand          | Diego Schwartzman     | nicht ausgespielt                   |

### Dezember
keine Turniere in diesem Monat
- 1 Turnierbeginn (ohne Qualifikation)
- 2 Das Kürzel +H (= hospitality) bedeutet, dass das betreffende Turnier die Spieler unterbringt
- 3 Das Kürzel „(i)“ (= indoor) bedeutet, dass das betreffende Turnier in einer Halle ausgetragen wird.

## Turniersieger
(Stand: 14. Juli 2014) 

### Einzel
| Rang   | Spieler                     | Siege | Hartplatz | Sand | Rasen | Teppich | Freiplatz | Halle |
| ------ | --------------------------- | ----- | --------- | ---- | ----- | ------- | --------- | ----- |
| 1.     | Gilles Müller               | 5     | 4         |      |       | 1       | 4         | 1     |
| 2.     | Simone Bolelli              | 3     | 1         | 2    |       |         | 2         | 1     |
| 2.     | Damir Džumhur               | 3     |           | 3    |       |         | 3         |       |
| 2.     | Máximo González             | 3     |           | 3    |       |         | 3         |       |
| 2.     | Blaž Kavčič                 | 3     | 3         |      |       |         | 3         |       |
| 2.     | Nick Kyrgios                | 3     |           | 2    | 1     |         | 3         |       |
| 7.     | Pablo Carreño Busta         | 2     |           | 2    |       |         | 2         |       |
| 7.     | Pablo Cuevas                | 2     |           | 2    |       |         | 2         |       |
| 7.     | Alejandro Falla             | 2     | 1         | 1    |       |         | 2         |       |
| 7.     | Steve Johnson               | 2     | 2         |      |       |         | 1         | 1     |
| 7.     | Bradley Klahn               | 2     | 2         |      |       |         | 2         |       |
| 7.     | Lukáš Rosol                 | 2     | 1         | 1    |       |         | 2         |       |
| 7.     | Gō Soeda                    | 2     | 2         |      |       |         | 2         |       |
| 14.    | Facundo Argüello            | 1     |           | 1    |       |         | 1         |       |
| 14.    | Marcos Baghdatis            | 1     |           |      | 1     |         | 1         |       |
| 14.    | Thiemo de Bakker            | 1     |           | 1    |       |         | 1         |       |
| 14.    | Nikolos Bassilaschwili      | 1     | 1         |      |       |         | 1         |       |
| 14.    | Andreas Beck                | 1     | 1         |      |       |         |           | 1     |
| 14.    | Aljaž Bedene                | 1     |           | 1    |       |         | 1         |       |
| 14.    | Julien Benneteau            | 1     |           | 1    |       |         | 1         |       |
| 14.    | Yuki Bhambri                | 1     | 1         |      |       |         | 1         |       |
| 14.    | Alex Bolt                   | 1     |           | 1    |       |         | 1         |       |
| 14.    | Ilija Bozoljac              | 1     | 1         |      |       |         | 1         |       |
| 14.    | Frank Dancevic              | 1     |           | 1    |       |         | 1         |       |
| 14.    | Somdev Devvarman            | 1     | 1         |      |       |         | 1         |       |
| 14.    | Farrux Doʻstov              | 1     |           | 1    |       |         | 1         |       |
| 14.    | Rogério Dutra da Silva      | 1     |           | 1    |       |         | 1         |       |
| 14.    | Víctor Estrella             | 1     |           | 1    |       |         | 1         |       |
| 14.    | Martin Fischer              | 1     |           |      |       | 1       |           | 1     |
| 14.    | Robby Ginepri               | 1     |           | 1    |       |         | 1         |       |
| 14.    | David Goffin                | 1     |           | 1    |       |         | 1         |       |
| 14.    | Peter Gojowczyk             | 1     | 1         |      |       |         |           | 1     |
| 14.    | Andrei Golubew              | 1     | 1         |      |       |         |           | 1     |
| 14.    | Samuel Groth                | 1     | 1         |      |       |         |           | 1     |
| 14.    | Pierre-Hugues Herbert       | 1     | 1         |      |       |         |           | 1     |
| 14.    | Marsel İlhan                | 1     | 1         |      |       |         |           | 1     |
| 14.    | Tobias Kamke                | 1     |           | 1    |       |         | 1         |       |
| 14.    | Filip Krajinović            | 1     |           | 1    |       |         | 1         |       |
| 14.    | Denis Kudla                 | 1     | 1         |      |       |         | 1         |       |
| 14.    | Andrei Kusnezow             | 1     |           | 1    |       |         | 1         |       |
| 14.    | Gonzalo Lama                | 1     |           | 1    |       |         | 1         |       |
| 14.    | Paolo Lorenzi               | 1     |           | 1    |       |         | 1         |       |
| 14.    | Adrian Mannarino            | 1     | 1         |      |       |         | 1         |       |
| 14.    | Gerald Melzer               | 1     | 1         |      |       |         | 1         |       |
| 14.    | Wayne Odesnik               | 1     | 1         |      |       |         | 1         |       |
| 14.    | Rajeev Ram                  | 1     | 1         |      |       |         | 1         |       |
| 14.    | Albert Ramos Viñolas        | 1     |           | 1    |       |         | 1         |       |
| 14.    | Matt Reid                   | 1     | 1         |      |       |         | 1         |       |
| 14.    | Julian Reister              | 1     |           | 1    |       |         | 1         |       |
| 14.    | Pere Riba                   | 1     |           | 1    |       |         | 1         |       |
| 14.    | Blaž Rola                   | 1     | 1         |      |       |         | 1         |       |
| 14.    | Kenny de Schepper           | 1     | 1         |      |       |         |           | 1     |
| 14.    | Diego Sebastián Schwartzman | 1     |           | 1    |       |         | 1         |       |
| 14.    | João Souza                  | 1     | 1         |      |       |         | 1         |       |
| 14.    | Jan-Lennard Struff          | 1     |           | 1    |       |         | 1         |       |
| 14.    | Jiří Veselý                 | 1     |           | 1    |       |         | 1         |       |
| 14.    | Horacio Zeballos            | 1     |           | 1    |       |         | 1         |       |
| 14.    | Alexander Zverev            | 1     |           | 1    |       |         | 1         |       |
| Gesamt |                             | 79    | 35        | 40   | 2     | 2       | 68        | 11    |

### Doppel
| Rang   | Spieler                     | Siege | Hartplatz | Sand | Rasen | Teppich | Freiplatz | Halle |
| ------ | --------------------------- | ----- | --------- | ---- | ----- | ------- | --------- | ----- |
| 1.     | Chris Guccione              | 6     | 4         |      | 1     | 1       | 4         | 2     |
| 2.     | Sjarhej Betau               | 5     | 4         | 1    |       |         | 4         | 1     |
| 2.     | Aljaksandr Bury             | 5     | 4         | 1    |       |         | 4         | 1     |
| 2.     | Samuel Groth                | 5     | 4         |      |       | 1       | 3         | 2     |
| 5.     | Máximo González             | 4     |           | 4    |       |         | 4         |       |
| 6.     | Henri Kontinen              | 3     | 2         | 1    |       |         | 1         | 2     |
| 6.     | Michael Venus               | 3     | 1         | 1    | 1     |         | 3         |       |
| 8.     | Radu Albot                  | 2     |           | 2    |       |         | 2         |       |
| 8.     | Tomasz Bednarek             | 2     | 2         |      |       |         | 1         | 1     |
| 8.     | Andre Begemann              | 2     |           | 2    |       |         | 2         |       |
| 8.     | Pablo Cuevas                | 2     |           | 2    |       |         | 2         |       |
| 8.     | Guillermo Durán             | 2     |           | 2    |       |         | 2         |       |
| 8.     | Pierre-Hugues Herbert       | 2     | 1         | 1    |       |         | 1         | 1     |
| 8.     | Kevin King                  | 2     | 1         | 1    |       |         | 2         |       |
| 8.     | Denis Kudla                 | 2     | 2         |      |       |         | 2         |       |
| 8.     | Andrej Martin               | 2     | 1         | 1    |       |         | 2         |       |
| 8.     | Roberto Maytín              | 2     |           | 2    |       |         | 2         |       |
| 8.     | Andrés Molteni              | 2     |           | 2    |       |         | 2         |       |
| 8.     | Saketh Myneni               | 2     | 2         |      |       |         | 2         |       |
| 8.     | Jaroslav Pospíšil           | 2     |           | 2    |       |         | 2         |       |
| 8.     | Tim Pütz                    | 2     | 1         | 1    |       |         | 1         | 1     |
| 8.     | Sanchai Ratiwatana          | 2     | 2         |      |       |         | 2         |       |
| 8.     | Sonchat Ratiwatana          | 2     | 2         |      |       |         | 2         |       |
| 8.     | Eduardo Schwank             | 2     |           | 2    |       |         | 2         |       |
| 8.     | Diego Sebastián Schwartzman | 2     |           | 2    |       |         | 2         |       |
| 8.     | Adil Shamasdin              | 2     | 1         | 1    |       |         | 2         |       |
| 8.     | Sanam Singh                 | 2     | 2         |      |       |         | 2         |       |
| 8.     | Franko Škugor               | 2     |           | 2    |       |         | 2         |       |
| 8.     | Juan-Carlos Spir            | 2     | 1         | 1    |       |         | 2         |       |
| 8.     | Potito Starace              | 2     |           | 2    |       |         | 2         |       |
| 8.     | Horacio Zeballos            | 2     |           | 2    |       |         | 2         |       |
| 8.     | Igor Zelenay                | 2     |           | 2    |       |         | 2         |       |
| 33.    | Ryan Agar                   | 1     |           | 1    |       |         | 1         |       |
| 33.    | Facundo Argüello            | 1     |           | 1    |       |         | 1         |       |
| 33.    | Sebastian Bader             | 1     |           | 1    |       |         | 1         |       |
| 33.    | Facundo Bagnis              | 1     |           | 1    |       |         | 1         |       |
| 33.    | Karol Beck                  | 1     | 1         |      |       |         |           | 1     |
| 33.    | Ariel Behar                 | 1     |           | 1    |       |         | 1         |       |
| 33.    | Yuki Bhambri                | 1     | 1         |      |       |         | 1         |       |
| 33.    | Alex Bolt                   | 1     |           | 1    |       |         | 1         |       |
| 33.    | Ilija Bozoljac              | 1     |           | 1    |       |         | 1         |       |
| 33.    | Daniele Bracciali           | 1     |           | 1    |       |         | 1         |       |
| 33.    | Chase Buchanan              | 1     | 1         |      |       |         | 1         |       |
| 33.    | Juan Sebastián Cabal        | 1     |           | 1    |       |         | 1         |       |
| 33.    | František Čermák            | 1     |           | 1    |       |         | 1         |       |
| 33.    | Chen Ti                     | 1     | 1         |      |       |         | 1         |       |
| 33.    | Flavio Cipolla              | 1     | 1         |      |       |         |           | 1     |
| 33.    | Edward Corrie               | 1     | 1         |      |       |         |           | 1     |
| 33.    | Marcus Daniell              | 1     | 1         |      |       |         | 1         |       |
| 33.    | Fabiano de Paula            | 1     |           | 1    |       |         | 1         |       |
| 33.    | Matteo Donati               | 1     |           | 1    |       |         | 1         |       |
| 33.    | Marin Draganja              | 1     |           | 1    |       |         | 1         |       |
| 33.    | Robert Farah                | 1     |           | 1    |       |         | 1         |       |
| 33.    | Cristian Garín              | 1     |           | 1    |       |         | 1         |       |
| 33.    | Marc Gicquel                | 1     |           | 1    |       |         | 1         |       |
| 33.    | Daniele Giorgini            | 1     |           | 1    |       |         | 1         |       |
| 33.    | Santiago González           | 1     | 1         |      |       |         | 1         |       |
| 33.    | Gerard Granollers           | 1     |           | 1    |       |         | 1         |       |
| 33.    | Nicolás Jarry               | 1     |           | 1    |       |         | 1         |       |
| 33.    | Roman Jebavý                | 1     |           | 1    |       |         | 1         |       |
| 33.    | Michail Jelgin              | 1     |           | 1    |       |         | 1         |       |
| 33.    | Jarmere Jenkins             | 1     | 1         |      |       |         | 1         |       |
| 33.    | Rameez Junaid               | 1     |           |      | 1     |         | 1         |       |
| 33.    | Robin Kern                  | 1     | 1         |      |       |         | 1         |       |
| 33.    | Thanasi Kokkinakis          | 1     | 1         |      |       |         | 1         |       |
| 33.    | Austin Krajicek             | 1     | 1         |      |       |         | 1         |       |
| 33.    | Konstantin Krawtschuk       | 1     | 1         |      |       |         |           | 1     |
| 33.    | Gero Kretschmer             | 1     | 1         |      |       |         | 1         |       |
| 33.    | Andrei Kusnezow             | 1     |           | 1    |       |         | 1         |       |
| 33.    | Tristan Lamasine            | 1     |           | 1    |       |         | 1         |       |
| 33.    | Scott Lipsky                | 1     | 1         |      |       |         | 1         |       |
| 33.    | Laurent Lokoli              | 1     |           | 1    |       |         | 1         |       |
| 33.    | Dominik Meffert             | 1     | 1         |      |       |         |           | 1     |
| 33.    | Gerald Melzer               | 1     | 1         |      |       |         | 1         |       |
| 33.    | Adrián Menéndez             | 1     |           | 1    |       |         | 1         |       |
| 33.    | Michal Mertiňák             | 1     | 1         |      |       |         |           | 1     |
| 33.    | Matwé Middelkoop            | 1     |           | 1    |       |         | 1         |       |
| 33.    | Stefano Napolitano          | 1     |           | 1    |       |         | 1         |       |
| 33.    | Albano Olivetti             | 1     | 1         |      |       |         |           | 1     |
| 33.    | Josselin Ouanna             | 1     | 1         |      |       |         | 1         |       |
| 33.    | Guido Pella                 | 1     |           | 1    |       |         | 1         |       |
| 33.    | Peng Hsien-yin              | 1     | 1         |      |       |         | 1         |       |
| 33.    | Peter Polansky              | 1     | 1         |      |       |         | 1         |       |
| 33.    | Purav Raja                  | 1     |           |      |       | 1       |           | 1     |
| 33.    | Rajeev Ram                  | 1     |           |      | 1     |         | 1         |       |
| 33.    | César Ramírez               | 1     | 1         |      |       |         | 1         |       |
| 33.    | Matt Reid                   | 1     | 1         |      |       |         | 1         |       |
| 33.    | Miguel Ángel Reyes Varela   | 1     | 1         |      |       |         | 1         |       |
| 33.    | Pere Riba                   | 1     |           | 1    |       |         | 1         |       |
| 33.    | Fernando Romboli            | 1     |           | 1    |       |         | 1         |       |
| 33.    | Lukáš Rosol                 | 1     |           | 1    |       |         | 1         |       |
| 33.    | Mohamed Safwat              | 1     |           | 1    |       |         | 1         |       |
| 33.    | Jordi Samper Montaña        | 1     |           | 1    |       |         | 1         |       |
| 33.    | Tennys Sandgren             | 1     | 1         |      |       |         | 1         |       |
| 33.    | Alexander Satschko          | 1     | 1         |      |       |         | 1         |       |
| 33.    | Divij Sharan                | 1     |           |      |       | 1       |           | 1     |
| 33.    | Andreas Siljeström          | 1     |           | 1    |       |         | 1         |       |
| 33.    | Artem Sitak                 | 1     |           | 1    |       |         | 1         |       |
| 33.    | Daniel Smethurst            | 1     | 1         |      |       |         |           | 1     |
| 33.    | John-Patrick Smith          | 1     | 1         |      |       |         | 1         |       |
| 33.    | Serhij Stachowskyj          | 1     |           | 1    |       |         | 1         |       |
| 33.    | Goran Tošić                 | 1     | 1         |      |       |         |           | 1     |
| 33.    | Yasutaka Uchiyama           | 1     | 1         |      |       |         | 1         |       |
| 33.    | Antonio Veić                | 1     |           | 1    |       |         | 1         |       |
| 33.    | Jiří Veselý                 | 1     |           | 1    |       |         | 1         |       |
| 33.    | Boy Westerhof               | 1     |           | 1    |       |         | 1         |       |
| 33.    | Andrew Whittington          | 1     |           | 1    |       |         | 1         |       |
| Gesamt |                             | 156   | 68        | 80   | 4     | 4       | 134       | 22    |

## Verteilung der Weltranglistenpunkte
Ein Überblick über die Punktverteilung der jeweiligen Challenger-Kategorien im Jahr 2014.
| Turnierkategorie | Gesamtsumme Preisgeld                         | S   | F  | HF | VF | AF | Zusätzliche Qualifikationspunkte |
| ---------------- | --------------------------------------------- | --- | -- | -- | -- | -- | -------------------------------- |
| Challenger       | $0125.000 +H €0106.500 +H                     | 125 | 75 | 45 | 25 | 10 | 5                                |
| Challenger       | $0125.000 $0100.000 +H €0106.000 €0085.000 +H | 110 | 65 | 40 | 20 | 09 | 5                                |
| Challenger       | $0100.000 $0075.000 +H €0085.000 €0064.000 +H | 100 | 60 | 35 | 18 | 08 | 5                                |
| Challenger       | $0075.000 $0050.000 +H €0064.000 €0042.500 +H | 090 | 55 | 33 | 17 | 08 | 5                                |
| Challenger       | $0050.000 €0042.500                           | 080 | 48 | 29 | 15 | 07 | 3                                |
| Challenger       | $0040.000 +H €0035.000 +H                     | 080 | 48 | 29 | 15 | 06 | 3                                |

- Erklärung Kopfzeile: S = Sieger; F = (unterlegener) Finalist; HF = Halbfinale erreicht (und dann ausgeschieden); VF = Viertelfinale; AF = Achtelfinale
- +H = Turniere, die zusätzlich zum Preisgeld die Unterkunft für die Spieler tragen, werden in die jeweils nächsthöhere Preisgeldkategorie gestuft.
- Paare im Doppel erhalten keine Punkte vor dem Viertelfinale.